# Zimbabwe nos Jogos Olímpicos de Verão de 1980
Zimbabwe competiu nos Jogos Olímpicos de Verão de 1980 em Moscou, União Soviética.  O país, anteriormente conhecido como Rodésia, competiu em três edições sob aquele nome.

## Medalhistas

### Ouro
- Sarah English, Maureen George, Ann Grant, Susan Huggett, Patricia McKillop, Brenda Phillips, Christine Prinsloo, Sonia Robertson, Anthea Stewart, Helen Volk, Linda Watson, Elizabeth Chase, Sandra Chick, Gillian Cowley e Patricia Davies — Hóquei sobre grama, Competição por equipes feminina

## Resultados por Evento

### Atletismo
5.000 m masculino
- Zephaniah Ncube
  - Eliminatórias — 14:06.7 (→ não avançou)

10.000 m masculino
- Kenias Tembo
  - Eliminatórias — 30:53.8 (→ não avançou)

Maratona masculina
- Tapfumaneyi Jonga
  - Final — 2:47:17 (→ 51º lugar)

- Abel Nkhoma
  - Final — 2:53:35 (→ 53º lugar)

- Laswell Ngoma
  - Final — não terminou (→ sem classificação)

### Hóquei sobre a grama

#### Competição feminina por equipe
Por causa do boicote de Estados Unidos e outros países, apenas um time pôde competir na competição de Hóquei sobre grama feminino, o time da União Soviética. Um pedido tardio foi feito ao governo do Zimbábwe, o qual rapidamente organizou um time faltando menos de uma semana para o início da competição. Para surpresa de  todos,e elas  venceram, conseguindo a única medalha de  país nos Jogos Olímpicos de Verão de 1980.

- Fase Preliminar
  - Derrotou a Polônia (4-0)
  - Empatou com a Tchecoslováquia (2-2)
  - Derrotou a União Soviética (2-0)
  - Empatou com a Índia (1-1)
  - Derrotou a Áustria (4-1) →  Ouro
- Elenco:
  - Sarah English
  - Maureen George
  - Ann Grant
  - Susan Huggett
  - Patricia McKillop
  - Brenda Phillips
  - Christine Prinsloo
  - Sonia Robertson
  - Anthea Stewart
  - Helen Volk
  - Linda Watson
  - Elizabeth Chase
  - Sandra Chick
  - Gillian Cowley
  - Patricia Davies

### Natação
100 m livre masculino
- Guy Goosen
  - Eliminatórias — 52.87 (→ não avançou)

200 m livre masculino
- Guy Goosen
  - Eliminatórias — 1:56.88 (→ não avançou)

100 m borboleta masculino
- Guy Goosen

100 m livre feminino
- Lynne Tasker

100 m peito feminino
- Lynne Tasker
  - Eliminatórias — 1:18.81 (→ não avançou)

200 m peito feminino
- Lynne Tasker

### Saltos ornamentais
Trampolim de 3 m masculino
- David Parrington
  - Fase preliminar — 416.67 points (→ 24º lugar, não avançou)

Plataforma de 10 m masculino
- David Parrington
  - Fase preliminar — 356.76 points (→ 22º, não avançou)

### Tiro com arco
Zimbabwe enviou um arqueiro em sua primeira competição olímpica.  Ele superou quatro arqueiros para ficar em 34º.
Competição Individual Masculina:
- David Campbell Milne — 2.146 pontos (→ 34º lugar)